# Marie-Pauline Martin
Suor Agnese di Gesù, detta Pauline Martin, al secolo  Marie-Pauline Martin  (Alençon, 7 settembre 1861 – Lisieux, 28 luglio 1951), è stata una carmelitana francese.
È una delle cinque figlie di Louis Martin e Marie-Azélie Guérin Martin (canonizzati nel 2015), che abbracciarono tutte la vita religiosa (quattro al Carmelo e una all'Ordine della Visitazione). La più giovane, Teresa di Lisieux, fu religiosa con lei al Carmelo e venerata come santa. Léonie, visitandina sotto il nome di Suor Françoise-Thérèse, già serva di Dio dal gennaio 2015, ha in corso il processo di beatificazione apertosi nell'aprile dello stesso anno.
Pauline, consigliata dalla sorella maggiore Marie, fu la persona che convinse la sorella Teresa a scrivere l'opera autobiografica,  Storia di un'anima. Nella sua posizione di priora del convento nel 1894, chiese a Teresa, in nome del voto di obbedienza, di trascrivere i ricordi d'infanzia, che costituirono la prima parte del componimento. Dopo la morte di Teresa, fu lei a lavorare sui quaderni, per poter arrivare alla pubblicazione del manoscritto, che dopo molte riletture e organizzazioni personali, divenne un libro ritenuto conforme agli standard dell'epoca. Il testo ebbe un successo letterario inaspettato in Europa e a livello mondiale.
Rieletta più volte priora del convento, nel 1923 fu confermata in tale incarico «a vita», con una decisione eccezionale del Papa Pio XI. Morì nel 1951, all'età di 89 anni.

## Biografia

### Periodo giovanile

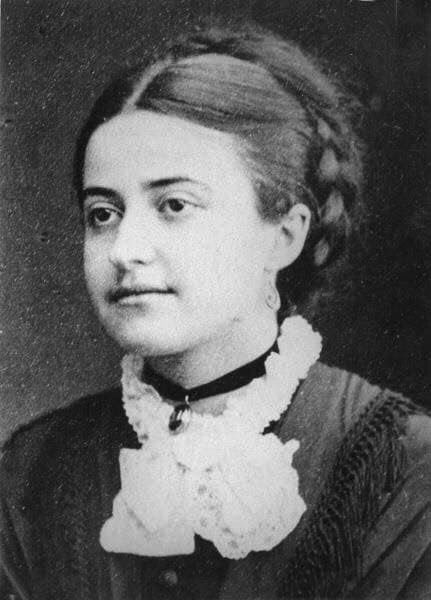
Pauline da ragazza

Pauline era la secondogenita della famiglia Martin. Marie-Pauline venne battezzata il giorno successivo alla sua nascita. Trascorse i primi anni dell'infanzia nella sua città natale, Alençon. Nel 1868 fu condotta con la sorella maggiore Marie, nel collegio dell'Ordine della Visitazione a Le Mans, dove furono accolte da Suor Marie-Dosithée, loro zia materna. Terminò lì suoi studi, nel 1877. Venne descritta dai suoi insegnanti, come: «brava studentessa, studiosa e intelligente».
Pauline, molto pia, fece la prima comunione nel luglio 1872 e fu in questa occasione, che pensò, per la prima volta, di farsi suora. Nel 1876, sua madre Zélie scoprì un tumore al seno; nello stesso anno la zia, Suor Marie-Dosithée, morì di tubercolosi.
Con sua madre, le sorelle Marie e Léonie, Pauline partì per un pellegrinaggio a Lourdes per chiedere la guarigione di Zélie, che morì poco tempo dopo nell'agosto 1877. Marie, allora diciassettenne, si dovette occupare della casa e della famiglia, mentre Thérèse individuò in Pauline la sua "seconda madre". La famiglia Martin partì per Lisieux per raggiungere il fratello della signora Martin, Isidore Guérin, farmacista e protutore delle ragazze. Abitarono nella villa Les Buissonnets, che fu scelta appositamente dagli zii al momento del trasferimento da Alençon.

### Ingresso al convento

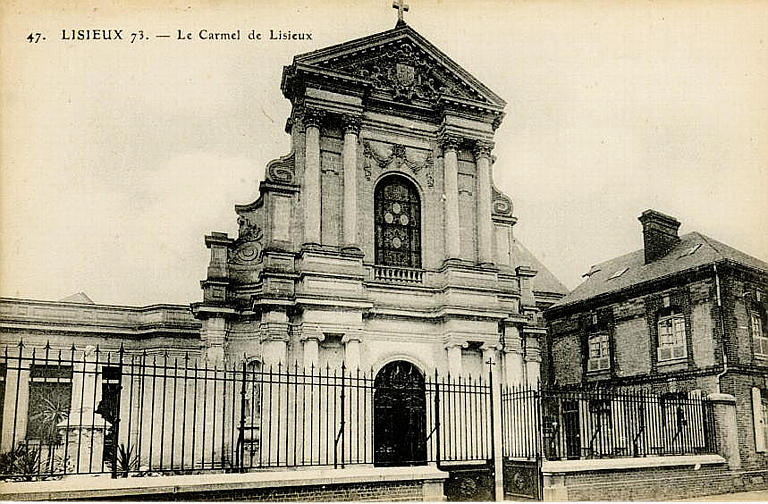
Veduta di Carmel de Lisieux nel 1900.

Nel 1882, Paolina decise di abbracciare la vita religiosa e scelse di entrare nel convento delle Suore della Visitazione a Le Mans. Nel febbraio dello stesso anno, mentre era in preghiera davanti alla statua di Nostra Signora del Monte Carmelo nella chiesa di Saint-Jacques a Lisieux, Paolina intuì che avrebbe voluto essere una carmelitana. Chiese allora di cambiare congregazione e nell'ottobre del 1882, all'età di 21 anni, entrò come postulante al Carmelo di Lisieux.
La sua partenza provocò un grande dolore alla piccola Thérèse che si sentì «abbandonata una seconda volta» e dalla "sua seconda madre" (così definiva Pauline). Tale fatto portò a un vero proprio malessere alla giovane Teresa, che fu definita affetta da una "strana malattia". Le due sorelle rimasero comunque in contatto attraverso un fitto scambio epistolare, così che Pauline poté preparare la sorella alla prima comunione.
Il 6 aprile 1883, quando vestì l'abito carmelitano, Pauline scelse il nome di suor Agnès de Jésus. A maggio del 1884 pronunciò i voti perpetui, nello stesso momento in cui Teresa faceva la sua prima comunione.
Dopo la morte di Madre Geneviève de Sainte-Thérèse, fondatrice del Carmelo di Lisieux, Agnès de Jésus fu eletta priora il 20 febbraio 1893. Rimase in carica fino all'elezione di Madre Maria di Gonzague il 21 marzo 1896.

### Pubblicazione diStoria di un'anima
Al Carmelo, Suor Agnès di Gesù fu incaricata di comporre poesie, inni e pie ricreazioni (pezzi teatrali spirituali) in occasione delle festività, finché non le successe la sorella minore Teresa

Quando Madre Geneviève de Sainte Thérèse (nata Claire Bertrand), cofondatrice del Carmelo di Lisieux, morì il 5 dicembre 1891, fu lei a scrivere la sua lunghissima Circolare Necrologio
La stesura dell'autobiografia di Teresa, pubblicata e conosciuta con il titolo di Histoire d'une âme, fu resa possibile in seguito alla richiesta che Pauline, allora superiora del convento, fece alla sorella minore di trascrivere i suoi ricordi d'infanzia. La sorella maggiore Marié, già Suor Marie du Sacré Cœur, suggerì a suor Agnese, di inoltrare la proposta sotto forma di voto di obbedienza. Il primo componimento si intitolò, in seguito, Manoscritto A. Il resto dell'opera fu trascritta su richiesta di altre carmelitane:

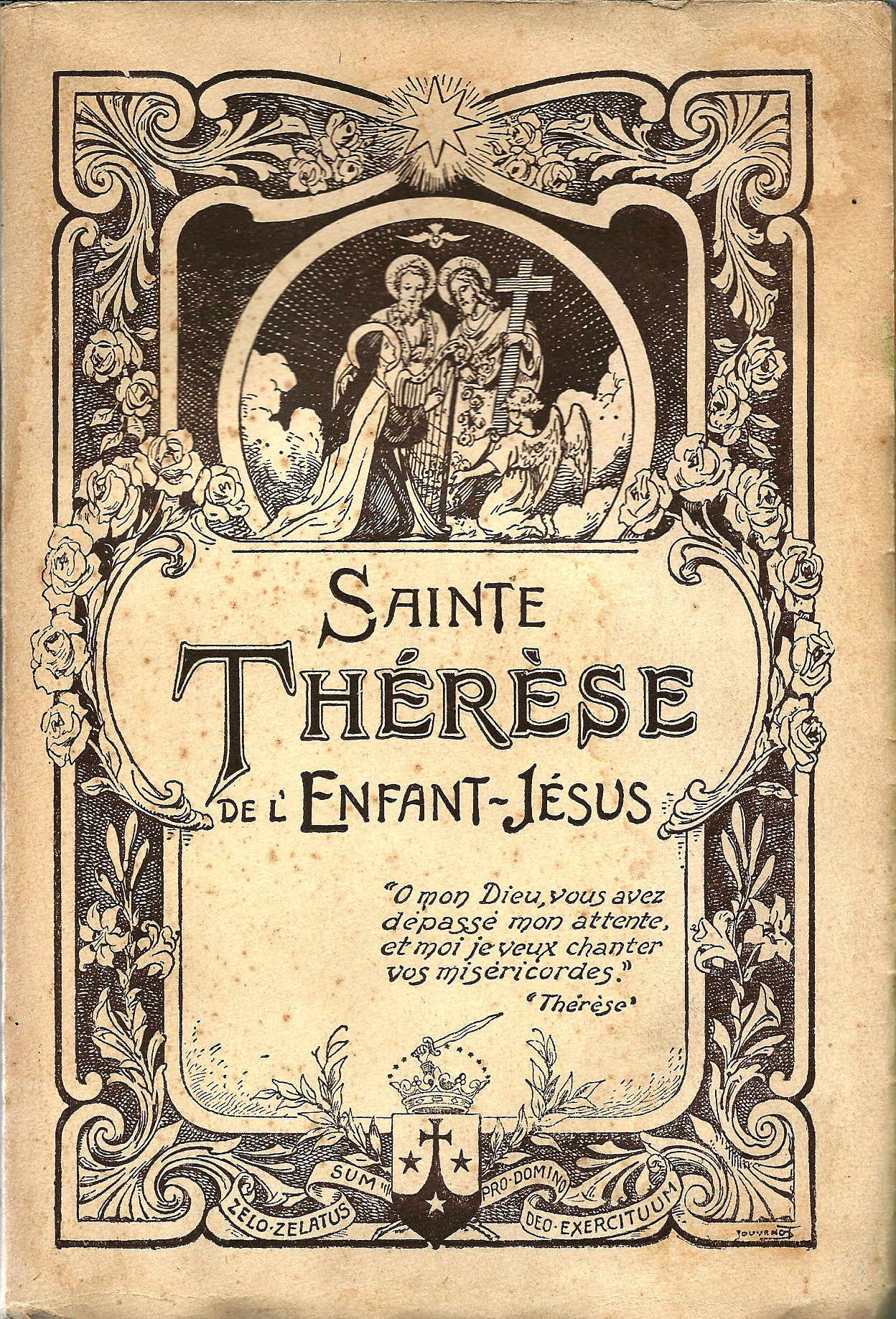
Una delle prime edizioni di Storia di un'anima precedenti la nuova edizione critica che ha ripristinato i testi originali

- Maria del Sacro Cuore per il Manoscritto detto B o M
- Madre Maria de Gonzague (Priora che segue Paolina), per il Manoscritto detto C o G

Suor Agnès de Jésus rese possibile anche la pubblicazione di altri scritti di Teresa:
- a partire dal dicembre 1896, cominciò a datare gli appunti che Teresa le inviava e che costituirono un elemento fondamentale per la pubblicazione delle numerose lettere.
- dall'aprile 1897, e fino alla morte di Teresa, Pauline trascrisse le parole della sorella, che ormai non aveva più le forze di scrivere di suo pugno. Furono pubblicate con il titolo "Derniers Entretiens".

Subito dopo la morte di Teresa, Paolina propose di pubblicare questi tre scritti in un'unica opera, arricchita delle sue lettere e delle sue poesie. Si incaricò di correggerli, strutturando il testo in capitoli e correggendo lo stile e l'ortografia dei manoscritti originali per rispettare le convenzioni letterarie dell'epoca. Così facendo però, ne alterò anche il significato più profondo.Il libro, stampato in 2 000 copie, fu pubblicato nel settembre 1898 con il sottotitolo di Storia di un'anima. L'opera fu esaurita molto rapidamente e ripubblicata più volte, sempre in numero crescente. Nel 1955 si contavano già 46 edizioni e numerose traduzioni, almeno in 50 lingue.
Se il Vaticano e i superiori carmelitani vollero un'edizione critica della Storia di un'anima, l'anziana madre Agnese di Gesù desiderava che il progetto venisse avviato solo dopo la sua morte. In effetti nel 1951, Papa Pio XII chiese di pubblicare la versione originale del testo e dei tre manoscritti teresiani "senza modifiche". La realizzazione di una collotipia e di un'edizione critica fu curata dal padre carmelitano François de Sainte Marie († 1961) con un'équipe di carmelitani di Lisieux. Dopo la pubblicazione dei manoscritti in facsimile nel 1956, la prima edizione apparve nel 1957 presso l'Ufficio Centrale di Lisieux. Si dovette aspettare il centenario di Teresa perché i manoscritti autobiografici venissero pubblicati integralmente.
Madre Agnès ricevette numerose visite di ecclesiastici e personalità varie. Mantenne una considerevole corrispondenza, e diventò così "un elemento importante dell'influenza di Teresa nel mondo".

### Priora del convento
Nel 1902, Madre Agnès fu rieletta priora del convento e in seguito nel 1909, quando si preparava il processo per la beatificazione di Teresa di Lisieux. Il 31 maggio 1923, fu di nuovo rieletta, e Papa Pio XI, la nominò "priora a vita" del Carmelo di Lisieux. Madre Agnès lavorò attivamente alla messa in costruzione della Basilica di Sainte-Thérèse de Lisieux: coordinò i progetti, dalla struttura al più piccolo dettaglio. La prima pietra fu posta il 30 settembre 1929 e l'inaugurazione ufficiale ebbe luogo l'11 luglio 1937.

Dal 1926 mantenne una corrispondenza regolare con Charles Maurras e intervenne presso Papa Pio XI in merito alla condanna dell'Action française
Durante lo sbarco in Normandia, la città di Lisieux si trovò in prima linea. Il 7 giugno 1944 la città era in fiamme. La superiora della Missione di Francia ordinò a Madre Agnès, che allora aveva 83 anni, di lasciare il monastero con tutta la comunità per rifugiarsi nella cripta della basilica di Lisieux. L'esilio durò 80 giorni. Il 27 agosto 1944, le carmelitane poterono rientrare al Carmelo, che fu risparmiato dai bombardamenti.
Già dal gennaio 1949, a madre Agnès fu diagnosticato uno scompenso cardiaco. Morì il 28 luglio 1951, all'età di 89 anni. I suoi funerali solenni furono celebrati alla presenza di Monsignor François-Marie Picaud, vescovo di Bayeux e Lisieux.

## Opere
- Suor Agnès de Jésus, Circolare di Madre Geneviève di Santa Teresa: Claire Bertrand 1805 - 1891 (1892, 1896 e 1923 (rivista)):
(FR) Circulaire de Mère Geneviève, la fondatrice, su archive.wikiwix.com. URL consultato il 9 dicembre 2023. (Gli archivi del Carmelo di Lisieux)
— "Benché porti la firma della Reverenda Madre Marie de Gonzague, la stesura di questa circolare, a parte l'introduzione che sembra essere nel suo stile, è stata affidata da lei alla giovane Suor Agnès de Jésus, un anno prima del suo primo Priorato (1892)" (fine del testo). Tale attribuzione venne confermata dal carmelitano Corrado De Meester[3].